# Antonio Pinilla
Antonio Pinilla Miranda (Badalona, 25 de fevereiro de 1971) é um ex-futebolista profissional espanhol que atuava como atacante, foi campeão olímpico.